# Edy Lenz
Edy Lenz (Viena, 10 de mayo de 1939) es un expiloto austrtíaco de motociclismo, que participó en el Campeonato del Mundo de Motociclismo desde 1961 hasta 1967.

## Resultados en el Campeonato del Mundo
Sistema de puntuación desde 1950 hasta 1968:
| Posición | 1.º | 2.º | 3.º | 4.º | 5.º | 6.º |
| Puntos   | 8   | 6   | 4   | 3   | 2   | 1   |

### Carreras por año
(Carreras en negrita indica pole position; Carreras en cursiva indica vuelta rápida)
| Año  | Clase | Moto      | 1     | 2       | 3       | 4       | 5       | 6       | 7       | 8       | 9       | 10      | 11      | 12    | 13    | Pts. | Pos. |
| ---- | ----- | --------- | ----- | ------- | ------- | ------- | ------- | ------- | ------- | ------- | ------- | ------- | ------- | ----- | ----- | ---- | ---- |
| 1961 | 350cc | Norton    |       | GER -   |         | IOM 49  | NED -   |         | RDA -   | ULS -   | NAT -   | SWE -   |         |       |       | 0    | -    |
| 1961 | 500cc | Norton    |       | GER -   | FRA -   | IOM 45  | NED -   | BEL -   | RDA -   | ULS -   | NAT -   | SWE 9   | ARG -   |       |       | 0    | -    |
| 1962 | 500cc | Norton    | IOM - | NED -   | BEL -   | ULS -   | DDR Ret | NAT -   | FIN -   | ARG -   |         |         |         |       |       | 0    | -    |
| 1963 | 350cc | Norton    |       | GER 16  | IOM Ret | NED 12  |         | ULS -   | DDR -   | FIN -   | NAT -   | ARG -   |         |       |       | 0    | -    |
| 1963 | 500cc | Norton    |       |         | IOM Ret | NED Ret | BEL -   | ULS -   | DDR -   | FIN -   | NAT -   | ARG -   |         |       |       | 0    | -    |
| 1964 | 350cc | Norton    | USA - |         |         | IOM Ret | NED -   |         | GER Ret | DDR -   | ULS -   | FIN -   | NAT -   | JPN - |       | 0    | -    |
| 1964 | 500cc | Norton    | USA - |         |         | IOM -   | NED -   | BEL -   | GER -   | DDR Ret | ULS -   | FIN -   | NAT -   | JPN - |       | 0    | -    |
| 1965 | 350cc | AJS       |       | GER -   |         |         | IOM 32  | NED 14  |         | RDA 15  | CZE -   | ULS -   | FIN -   | NAT - | JPN - | 0    | -    |
| 1965 | 500cc | Norton    | USA - | GER 5   |         |         | IOM Ret | NED Ret | BEL -   | RDA 9   | CZE Ret | ULS -   | FIN -   | NAT - | JPN - | 2    | 22.º |
| 1966 | 500cc | Matchless |       | GER 6   |         | NED -   | BEL Ret | RDA Ret | CZE Ret | FIN -   | ULS -   | IOM Ret | NAT 6   |       |       | 2    | 19.º |
| 1967 | 500cc | Matchless |       | GER Ret |         | IOM -   | NED Ret | BEL Ret | RDA -   | CZE -   | FIN -   | ULS -   | NAT Ret | CAN - |       | 0    | -    |